# 태평양 제도 신탁통치령

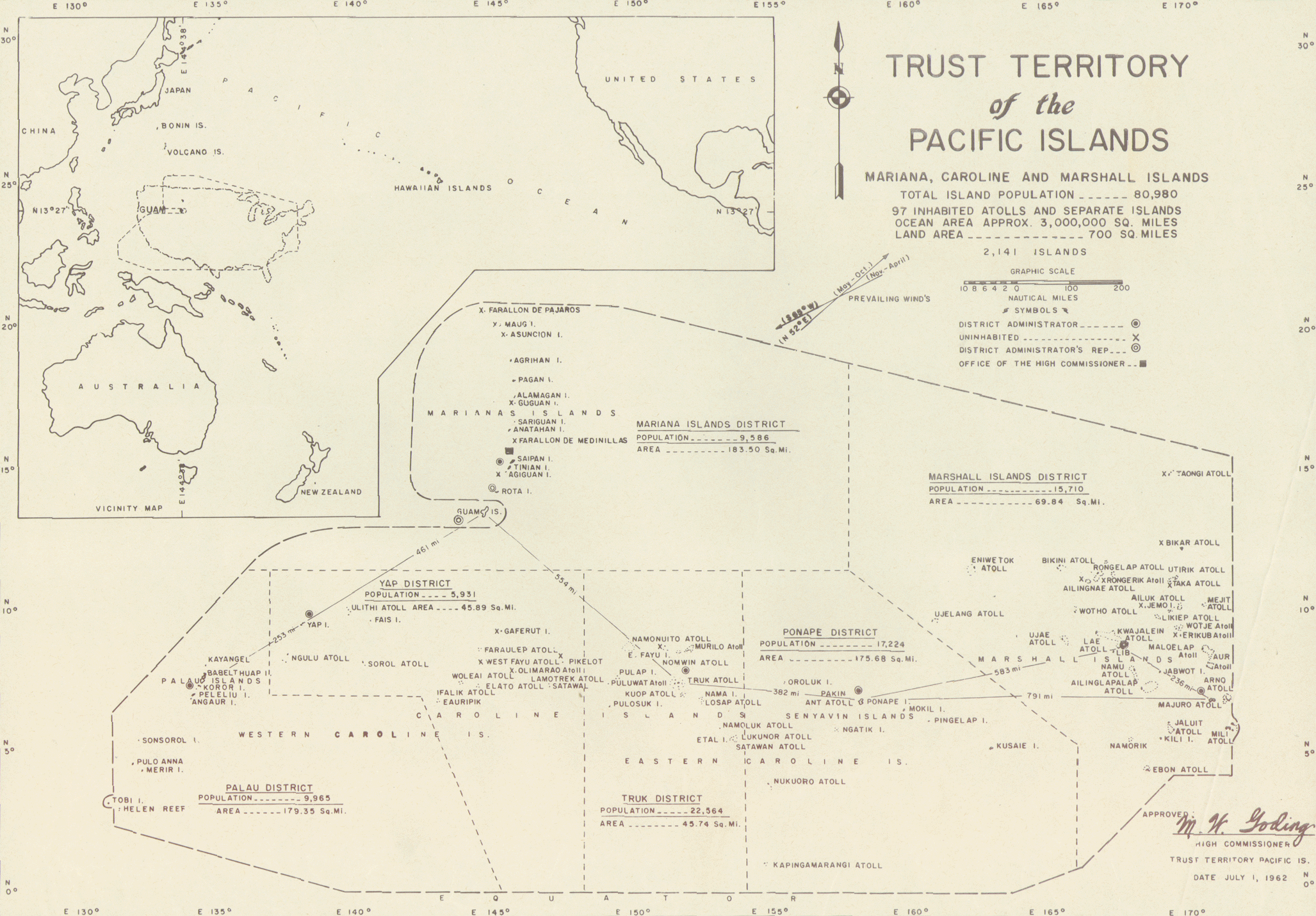
1961년 TTPI 지도

태평양 제도 신탁통치령(Trust Territory of the Pacific Islands)은 1947년부터 1994년까지 미크로네시아에 존재했던 유엔의 신탁통치령이다. 현재의 미크로네시아 연방, 마셜, 팔라우, 북마리아나 제도에 걸쳐 있었다.
제1차 세계 대전 종전 이후부터 일본 제국이 국제 연맹의 위임을 받아 통치하던 남양 군도 지역을 미국군이 태평양 전쟁 당시에 점령한 뒤부터 미국의 대통령이 행정권을 갖고 있었다. 자유연합 협정, 커먼웰스 협정 등을 거쳐 개별 국가들의 신탁통치가 끝난 뒤부터 차차 나라별로 독립하였다. 1979년 미크로네시아 연방, 1986년 마셜 제도가 독립했으며 1994년 팔라우의 독립을 끝으로 해체되었다. 북마리아나 제도는 현재까지 미국령으로 남아 있다.

## 같이 보기
- 남양 군도